# Meryl Streep
Mary Louise Streep, poznatija kao Meryl Streep (Summit, New Jersey, 22. lipnja 1949.) je višestruko nagrađivana američka filmska, kazališna i televizijska glumica. 
U kazalištu je debitirala predstavom iz 1971., The Playboy of Seville, a 1977. prvi se put pojavila na televiziji u filmu The Deadliest Seasone. Prvi film bio joj je Julia iz 1977., u kojem je nastupila s Jane Fonda i Vanessom Redgrave.
Komercijalni i kritički uspjeh došao je s ulogama u filmovima Lovac na jelene s Robertom De Nirom i Kramer protiv Kramera s Dustinom Hoffmanom, a za potonji je dobila svog prvog Oscara. U karijeri je dobila tri Oscara, sedam Zlatnih globusa, dva Emmya i dvije BAFTA nagrade. Drži rekord po broju nominacija za Oscara s njih 21. Streep se smatra jednom od najcjenjenijih i najtalentiranijih glumica svih vremena. Jedna od je od rijetkih glumaca koji su dobili sve tri najvažnije filmske nagrade (Oscar, Zlatni globus i Nagradu udruženja filmskih glumaca).

## Životopis

### Rani život
Streep je rođena kao Mary Louise Streep u Summitu, New Jersey, kao kćer Harryja Williama Streepa Jr., vlasnika ljekarne, i Mary W., umjetnice. Majka joj je imala švicarsko, irsko i englesko podrijetlo, a otac joj je imao nizozemskih i židovskih korijena iz Španjolske, iako Streep nije Židovka. Ima dva mlađa brata, Dana i Harryja. Streep je odrasla u Bernardsvilleu, New Jersey. Glumačke vještine stjecala je na koledžu Vassar, a diplomu je zaradila na Yaleu.

### Rana karijera
U svom prvom filmu, Julia (1977.) imala je malu, ali ključnu ulogu tijekom scene flashbacka. Drugi film bio je Lovac na jelene (1978.) za kojeg je primila svoju prvu nominaciju za Oscara za najbolju sporednu glumicu. Sljedeće godine, osvojila je Oscara za ulogu u filmu Kramer protiv Kramera (najbolja sporedna glumica), s Dustinom Hoffmanom. 1982. je osvojila i drugog Oscara, za film Sofijin izbor (najbolja glumica), u kojem je nastupila s Peterom MacNicolom.
1978. je osvojila nagradu Emmy za najbolju glumicu u mini-seriji Holokaust. Godinu dana poslije pojavila se u filmu Woodyja Allena, Manhattan. Bila je zaručena za kolegu iz filma Lovac na jelene, Johna Cazalea (Fredo u Kumu) sve do njegove smrti od raka kostiju, 12. ožujka 1978. U rujnu 1978. udala se za kipara Dona Gummera. Imaju četvero djece: Henry W. (Hank) (rođen 1979.), Mary Willa (Mamie) (rođena 1983.), Grace Jane (rođena 1986.) i Louisu Jacobson (rođena 1991.).

### Kasnija karijera
U osamdesetima Streep se pojavila u hvaljenim filmovima Žena francuskog poručnika, Silkwood (1982.) s Kurtom Russellom i Cher, Moja Afrika s Robertom Redfordom, i Ironwood s Jackom Nicholsonom. U filmu Plač u tami portretirala je Lindy Chamberlain, Australku koja je optužena da je odgovorna za smrt svog dojenčeta nakon što je tvrdila kako joj je dingo odnio dijete.
U devedestima je Streep birala raznolikije uloge, kao što je ona glumice B-filmova u adaptaciji romana Carrie Fisher, Postcards from the Edge s Dennisom Quaidom i Shirley MacLaine, i komična uloga u filmu Smrt joj dobro pristaje s Goldie Hawn i Bruceom Willisom. Pojavila se i u adaptaciji Kuće duhova Isabel Allende, filmu Clinta Eastwooda Mostovi okruga Madison, Divlja rijeka, She-Devil, Marvinova soba (s Diane Keaton i Leonardom DiCapriom), One True Thing i Glazba mog srca, uloga za koju je morala naučiti svirati violinu.
2002. se pojavila s Nicolasom Cageom u filmu Spikea Jonzea, Adaptacija, kao stvarna književnica Susan Orlean; i s Nicole Kidman i Julianne Moore u filmu Sati. Nastupila je i u HBO-ovoj mini-seriji Anđeli u Americi, u kojoj je imala četiri uloge.
Osim toga, pojavila se u remakeu Jonathana Demmea, Mandžurijski kandidat, s Denzelom Washingtonom, u kojem je reprizirala ulogu Angele Lansbury. Nastupila je i s Jimom Carreyjem u filmu Niz nesretnih događaja
Likom Donne u mjuziklu Mamma Mia! iz 2008. godine redateljice Phyllide Lloyd u kojem izvodi hitove legendarne grupe "Abba" ponovno osvaja svjetska kina. Na premijeri mjuzikla u srpnju 2008. godine u Stockholm okupili su se članovi grupe ABBA zajedno sa svim glumcima i suradnicima na filmu koji je osvojio prvo mjesto britanske top liste.

## Nagrade
Streep drži rekord po broju nominacija za Oscara, njih 21, od kojih je 3 i osvojila. Prvi put je nominirana 1979. za film Lovac na jelene. 17 nominacija bilo je za najbolju glavnu glumicu, a 4 za sporednu. Osvojila je 3 Oscara do sada, zadnjeg za svoju ulogu kao Margaret Thacher u Željeznoj dami (2012). Jedna je od 6 ljudi koji su dobili 3 oscara za glumu.
Osim toga, drži rekord i s 8 osvojenih natjecateljskih Zlatnih globusa za film. Za razliku od toga, Barbra Streisand ima 9 Zlatnih globusa od kojih su mnogi honorarni. Meryl Streep drži i rekord kao najnominiranija osoba za Zlatni globus s 28 nominacija od 2014. godine.

## Filmografija
| Godina          | Film                              | Uloga                    | Bilješke                           | Redatelj             |
| --------------- | --------------------------------- | ------------------------ | ---------------------------------- | -------------------- |
| 1977.           | Julia                             | Anne Marie               |                                    | Fred Zinnemann       |
| 1978.           | Lovac na jelene                   | Linda                    |                                    | Michael Cimino       |
| 1979.           | Manhattan                         | Jill                     |                                    | Woody Allen          |
| 1979.           | Zavođenje Joea Tynana             | Karen Traynor            |                                    | Jerry Schatzberg     |
| 1979.           | Kramer protiv Kramera             | Joanna Kramer            | Oscar za najbolju sporednu glumicu | Robert Benton        |
| 1981.           | Žena francuskog poručnika         | Sarah/Anna               |                                    | Karel Reisz          |
| 1982.           | U tišini noći                     | Brooke Reynolds          |                                    | Robert Benton        |
| 1982.           | Sofijin izbor                     | Sophie Zawistowski       | Oscar za najbolju glavnu glumicu   | Alan J. Pakula       |
| 1983.           | Silkwood                          | Karen Silkwood           |                                    | Mike Nichols         |
| 1984.           | Zaljubljivanje                    | Molly Gilmore            |                                    | Ulu Grosbard         |
| 1985.           | Obilje                            | Susan Traherne           |                                    | Fred Schepisi        |
| 1985.           | Moja Afrika                       | Karen Blixen             |                                    | Sydney Pollack       |
| 1986.           | Mučnina                           | Rachel Samstat           |                                    | Mike Nichols         |
| 1987.           | Ironweed                          | Helen Archer             |                                    | Hector Babenco       |
| 1988.           | Plač u tami                       | Lindy Chamberlain        |                                    | Fred Schepisi        |
| 1989.           | She-Devil                         | Mary Fisher              |                                    | Susan Seidelman      |
| 1990.           | Razglednice s ruba                | Suzanne Vale             |                                    | Mike Nichols         |
| 1991.           | U obranu svog života              | Julia                    |                                    | Albert Brooks        |
| 1992.           | Smrt joj dobro pristaje           | Madeline Ashton          |                                    | Robert Zemeckis      |
| 1993.           | Kuća duhova                       | Clara del Valle Trueba   |                                    | Bille August         |
| 1994.           | Divlja rijeka                     | Gail Hartman             |                                    | Curtis Hanson        |
| 1995.           | Mostovi okruga Madison            | Francesca Johnson        |                                    | Clint Eastwood       |
| 1996.           | Prije i poslije                   | Dr. Carolyn Ryan         |                                    | Barbet Schroeder     |
| 1996.           | Marvinova soba                    | Lee                      |                                    | Jerry Zaks           |
| 1998.           | Ples u Lughnasi                   | Kate 'Kit' Mundy         |                                    | Pat O'Connor         |
| 1998.           | Jedina prava stvar                | Kate Gulden              |                                    | Carl Franklin        |
| 1999.           |                                   |                          |                                    |                      |
| Glazba mog srca | Roberta Guaspari                  |                          | Wes Craven                         |                      |
| 2001.           | Umjetna inteligencija             | Blue Mecha               | (glas)                             | Steven Spielberg     |
| 2002.           | Adaptacija                        | Susan Orlean             |                                    | Spike Jonze          |
| 2002.           | Sati                              | Clarissa Vaughan         |                                    | Stephen Daldry       |
| 2003.           | Zauvijek zajedno                  | Ona sama                 |                                    | Braća Farrelly       |
| 2004.           | Mandžurijski kandidat             | Eleanor Shaw             |                                    | Jonathan Demme       |
| 2004.           | Niz nesretnih događaja            | Ujna Josephine           |                                    | Brad Silberling      |
| 2005.           | Mlađe je slađe                    | Lisa Metzger             |                                    | Ben Younger          |
| 2006.           | Najluđi radio show                | Yolanda Johnson          |                                    | Robert Altman        |
| 2006.           | The Music of Regret               | Žena                     |                                    | Laurie Simmons       |
| 2006.           | Vrag nosi Pradu                   | Miranda Priestly         |                                    | David Frankel        |
| 2006.           | Mravator                          | Kraljica                 | (glas)                             | John A. Davis        |
| 2007.           | Crna tvar                         | Joanna Silver            |                                    | Chen Shi-Zheng       |
| 2007.           | Večer                             | Lila Wittenborn          |                                    | Lajos Koltai         |
| 2007.           | Nestali zarobljenik               | Corrine Whitman          |                                    | Gavin Hood           |
| 2007.           | Jaganjci i lavovi                 | Janine Roth              |                                    | Robert Redford       |
| 2008.           | Mamma Mia!                        | Donna Sheridan           |                                    | Phyllida Lloyd       |
| 2008.           | Sumnja                            | Sestra Aloysius Beauvier |                                    | John Patrick Shanley |
| 2009.           | Julie & Julia                     | Julia Child              |                                    | Nora Ephron          |
| 2009.           | Fantastični gospodin Lisac (2009) | Felicity Lisac           |                                    | Wes Anderson         |
| 2009.           | Previše je složeno                | Jane Adler               |                                    | Nancy Meyers         |
| 2011.           | Željezna lady                     | Margaret Thatcher        | Oscar za najbolju glavnu glumicu   | Phyllida Lloyd       |

## Vanjske poveznice
- Meryl Streep u internetskoj bazi filmova IMDb-u (engl.)
- Meryl Streep na Internet Broadway Databaseu (engl.)
- Meryl Streep na Notable Names Databaseu (engl.)
- merylstreeponline.net Arhivirana inačica izvorne stranice od 25. veljače 2012. (Wayback Machine)- službena stranica
- simplystreep.com
- The most nominated actor in Academy Awards history  Arhivirana inačica izvorne stranice od 23. studenoga 2008. (Wayback Machine)